# Ligne de Questembert à Ploërmel
La ligne de Questembert à Ploërmel est une voie ferrée à voie unique et à écartement normal, qui relie, jusqu'en 1991, Questembert sur la ligne de Savenay à Landerneau, à Ploërmel dans le département du Morbihan. Fermée à tout trafic ferroviaire en 1991, puis déclassée, la ligne est rachetée par le conseil général du Morbihan en 1994.
Elle est, depuis 2002, un élément d'une voie verte, la voie verte Mauron Questembert.

## Histoire

### Chronologie
- 31 décembre 1875, déclaration d'utilité publique,
- 27 juin 1881, mise en service,
- 28 juin 1883, cession par l'État à la Compagnie PO,
- 7 octobre 1946, fermeture du trafic voyageurs,
- 1991, fermeture du trafic marchandises,
- 17 octobre 1994, retranchement du réseau national.

### Origine
En 1862, les députés bretons font le souhait d'une transversale, passant par le centre Bretagne, entre Vannes et Dinan via Ploërmel. La déclaration d'utilité publique pour une ligne de Questembert à Ploërmel a lieu le 31 décembre 1875. Cette ligne non concédée est réalisée par l'État. Une loi du 31 juillet 1879 autorise le ministère des Travaux publics à entamer les travaux de construction de la ligne. La Compagnie du Chemin de fer de Paris à Orléans, déjà concessionnaire de la ligne de Savenay à Landerneau, obtient l'autorisation d'exploiter provisoirement la ligne par le décret du 18 mai 1881 et la mise en service le 18 juin 1881. L'inauguration a lieu le 27 juin 1881. La ligne est cédée par l'État à la Compagnie du chemin de fer de Paris à Orléans par une convention signée entre le ministre des Travaux publics et la compagnie le 28 juin 1883. Cette convention est approuvée par une loi le 20 novembre suivant.
Dans la première moitié du XXe siècle Ploërmel devient un important nœud ferroviaire permettant des correspondances avec plusieurs lignes. Trois lignes convergent vers la gare de Ploërmel : celle venant de Questembert, la ligne de Ploërmel à La Brohinière concédé à la compagnie de l'Ouest et reprise par la compagnie de l'Ouest-État, et la ligne de Châteaubriant à Ploërmel exploitée par la même compagnie. Une deuxième gare, proche, fait le lien avec les lignes des chemins de fer secondaires de la compagnie des chemins de fer du Morbihan, vers Plouay par Locminé et vers La Trinité-Porhoët.

### Fin de la ligne ferroviaire
L'épilogue de la vocation ferroviaire de la ligne se précise le 17 août 1993, par une demande de procédure de déclassement, envoyée par courrier à la SNCF par le Conseil Général du Morbihan qui veut réaliser une voie routière. Le 17 octobre 1994 un décret ministériel retranche la ligne du réseau ferré national et la déclasse. Les élus des communes traversées, craignant le morcellement de la plateforme font le souhait d'un rachat de la ligne par le département, ce vœu est exaucé, avec l'acceptation de l'offre de rachat de la SNCF, le 15 décembre 1994. Au cours des années suivantes, la voie et les installations sont déposées, et le Conseil Général fait exécuter d'importants travaux pour transformer la plateforme en une Voie verte, permettant une utilisation sécurisée par les piétons, les cyclistes et les personnes à mobilité réduite, mais aussi adaptée à la pratique du roller. Le 29 juin 2002 sont ouverts, les 33 km entre Questembert et Ploërmel, auxquels s'ajoutent les 20 km du tronçon de la gare de Mauron à celle de Ploërmel, située dans le département du Morbihan, de la ligne de Ploërmel à La Brohinière. Le coût de cette transformation est de l'ordre de 3 millions d'euros.

## Caractéristiques

### Tracé
La ligne a pour origine en Questembert, sur la ligne de Savenay à Landerneau, elle se détache de celle-ci sur la gauche en allant vers Savenay, descend avec une pente de 17 ‰ pour traverser le vallon de l'Arz, passe près de Molac, grimpe à 80 m d'altitude sur les Landes de Lanvaux avant d'arriver en gare de Pleucadeuc. Elle franchit la Claie, passe par la gare de Malestroit, descend vers la vallée de l'Oust, qu'elle traverse avant la gare Roc-Saint-André-La-Chapelle. La voie remonte la vallée de l'Oust qu'elle franchit de nouveau, à 2 reprises, longe le vallon du Ninian et arrive à son terminus en gare de Ploërmel où elle rejoint la ligne de Ploërmel à La Brohinière.

### Équipement
C'est une ligne à voie unique, très sinueuse, et au mauvais profil : les déclivités atteignent 17 mm/m. Elle ne comporte pas d'ouvrages d'art significatifs.

### Stations et ouvrages
Les bâtiments et les ponts sont le plus souvent construits avec du granite du pays. La gare de Ploërmel est une exception, les divers bâtiments qui la composent sont édifiés en brique.

## Exploitation

### Trafic voyageurs
La ligne est parcourue par un service de navettes, qui prend fin le 10 mai 1907. Le trafic voyageur est fermé une première fois le 6 mars 1939, il reprend l'année suivante, pendant la Deuxième Guerre mondiale, à la fin de l'année 1940, deux jours par semaine des voitures sont accrochées aux trains de messageries. Le service voyageurs est de nouveau fermé peu de temps après la fin des hostilités, le 7 octobre 1946.

### Trafic marchandises
La voie, prévue à l'origine pour valoriser une économie axée sur l'agriculture, voit son trafic marchandise se diversifier, en 1983 le transport de produits de galvanisation, sable de fonderie et gaz en citerne atteint 32 000 t, chiffre qui passe à 24 000 t en 1987.
L'arrêt du trafic marchandise et la fermeture définitive ont lieu en 1991.

## Galerie de photographies

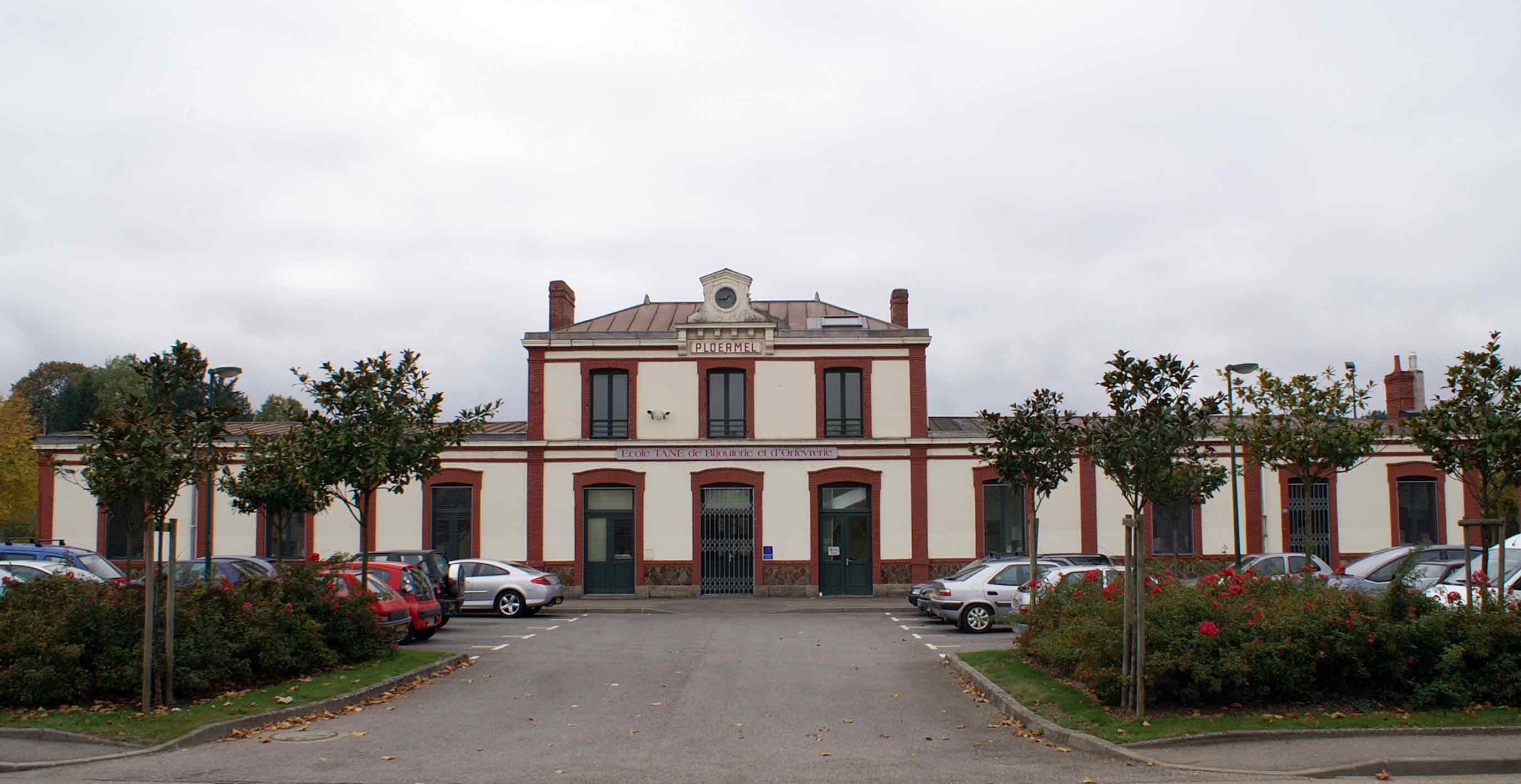
L'ancienne gare de Ploërmel en 2009.
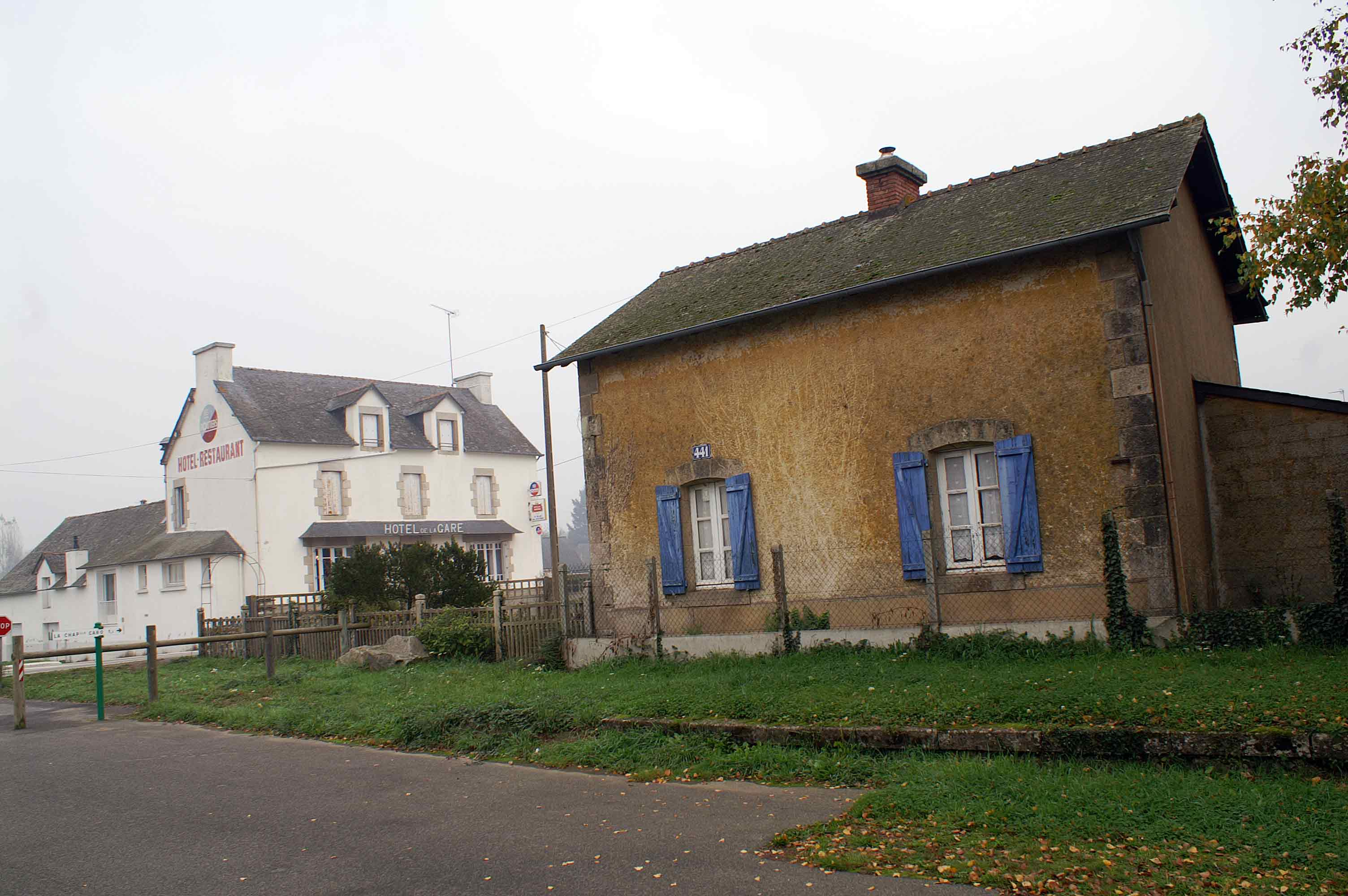
Maison du garde-barrière de l'ancienne gare de Roc-Saint-André-La Chapelle.